# Resolutie 574 Veiligheidsraad Verenigde Naties
Resolutie 574  van de Veiligheidsraad van de Verenigde Naties werd unaniem aangenomen op 7 oktober 1985. Dit gebeurde na een aparte stemming over paragraaf °6.

## Achtergrond
In 1968 hadden de Verenigde Naties het mandaat dat Zuid-Afrika over Namibië had gekregen beëindigd. Het land weigerde echter te vertrekken, waarna de VN de Zuid-Afrikaanse administratie in Namibië illegaal verklaarden en Zuid-Afrika een wapenembargo oplegden. De buurlanden van Namibië die de Namibische onafhankelijkheidsstrijd steunden werden door Zuid-Afrika geïntimideerd met geregelde militaire invasies.

## Inhoud
De Veiligheidsraad:
- Heeft het verzoek van Angola overwogen.
- Heeft de verklaring van Angola gehoord.
- Denkt eraan dat lidstaten geen dreigementen of geweld mogen gebruiken tegen een ander land.
- Herinnert aan de resoluties 387, 428, 447, 454, 475, 545, 546, 567 en 571.
- Is erg bezorgd over de voortdurende vijandelijkheden van Zuid-Afrika tegen Angola.
- Weet dat maatregelen moeten worden genomen voor de wereldvrede.

1. Veroordeelt de Zuid-Afrikaanse agressie tegen en bezetting van een deel van Angola.
2. Veroordeelt ook het gebruik van het illegaal bezette Namibië als uitvalsbasis.
3. Eist nogmaals dat Zuid-Afrika zich onmiddellijk uit Angola terugtrekt.
4. Herbevestigt het recht van Angola zich te verdedigen.
5. Roept alle landen op het wapenembargo tegen Zuid-Afrika uit resolutie 418 na te leven.
6. Vraagt de lidstaten Angola te helpen met het versterken van haar verdediging.
7. Vraagt de onderzoekscommissie opgericht met resolutie 571 dringend te rapporteren over de schade veroorzaakt door de laatste bombardementen.
8. Besluit opnieuw bijeen te komen als Zuid-Afrika deze resolutie naast zich neerlegt.
9. Besluit om op de hoogte te blijven.

## Verwante resoluties
- Resolutie 571 Veiligheidsraad Verenigde Naties
- Resolutie 572 Veiligheidsraad Verenigde Naties
- Resolutie 577 Veiligheidsraad Verenigde Naties
- Resolutie 580 Veiligheidsraad Verenigde Naties

Lijst ·  560 ·  561 ·  562 ·  563 ·  564 ·  565 ·  566 ·  567 ·  568 ·  569 ·  570 ·  571 ·  572 ·  573 ·  574 ·  575 ·  576 ·  577 ·  578 ·  579 ·  580